# Відрадний
Відра́дний — історична місцевість Києва, колишній хутір, житловий масив і промислова зона в Солом'янському районі. Масив Відрадний простягається між Відрадним проспектом, бульваром Вацлава Гавела і Гарматною вулицею; промислова зона — між вулицею Миколи Василенка, бульваром Вацлава Гавела і залізницями Київ — Ковель і Північним напівкільцем.
Основні магістралі: проспекти Відрадний, Любомира Гузара, бульвар Вацлава Гавела, вулиці Михайла Донця, Миколи Василенка, Академіка Шалімова.

## Історія
Відрадний прилягає до місцевостей Борщагівка, Ґалаґани, Грушки і Караваєві Дачі. Виник як хутір 1914 року після викупу цих земель у місцевих селян київським колезьким реєстратором К. Л. Яниховським (йому ж належить назва «Відрадний», одну з вулиць було названо за його ім'ям Костянтинівською — тепер вулиця Волноваська). Хутір розташовувався на території сучасної промислової зони, між вулицями Козелецькою і Волноваською вздовж провулку Юрія Матущака. У 1932—1937 роках хутір входив до Київської приміської смуги. У складі Києва хутір опинився 1938 року.
Стару забудову було знесено у 2-й половині 1960-х років. Промислову зону Відрадного збудовано впродовж 1950—1960-х, а житловий масив — у 1959—1965 роках. На масиві є парк «Відрадний», приватний сектор та п'ятиповерхівки, які тягнуться вздовж шосе до межі Солом'янського району.
Через хутір Відрадний у липні — вересні 1941 року проходила 3-тя лінія оборони міста Києва, і саме в парковій зоні дислокувалися підрозділи матеріально-технічного забезпечення 206-ї стрілецької дивізії, яка вела бої на підступах до Києва. Тут же дислокувалися 5 винищувальних батальйонів і 9 рот народного ополчення, загалом 19 тисяч бійців народного ополчення. Під час окупації Києва в парковій зоні «Відрадного» діяли підпільні групи Жовтневого підпільного РК КП(б)У.
Під час наступу 5 листопада 1943 року танкісти 22-ї гвардійської танкової бригади неподалік від хутора Відрадного зустрілися з воїнами 1-ї окремої Чехословацької бригади полковника Людвіка Свободи, які потім вели запеклі бої у напрямку залізничного вокзалу. Провідником чехословацьких танкістів була молода киянка Ліда Уваренко, яка мешкала в Залізничному районі по вулиці Урицького (тепер — Митрополита Василя Липківського).

## Галерея

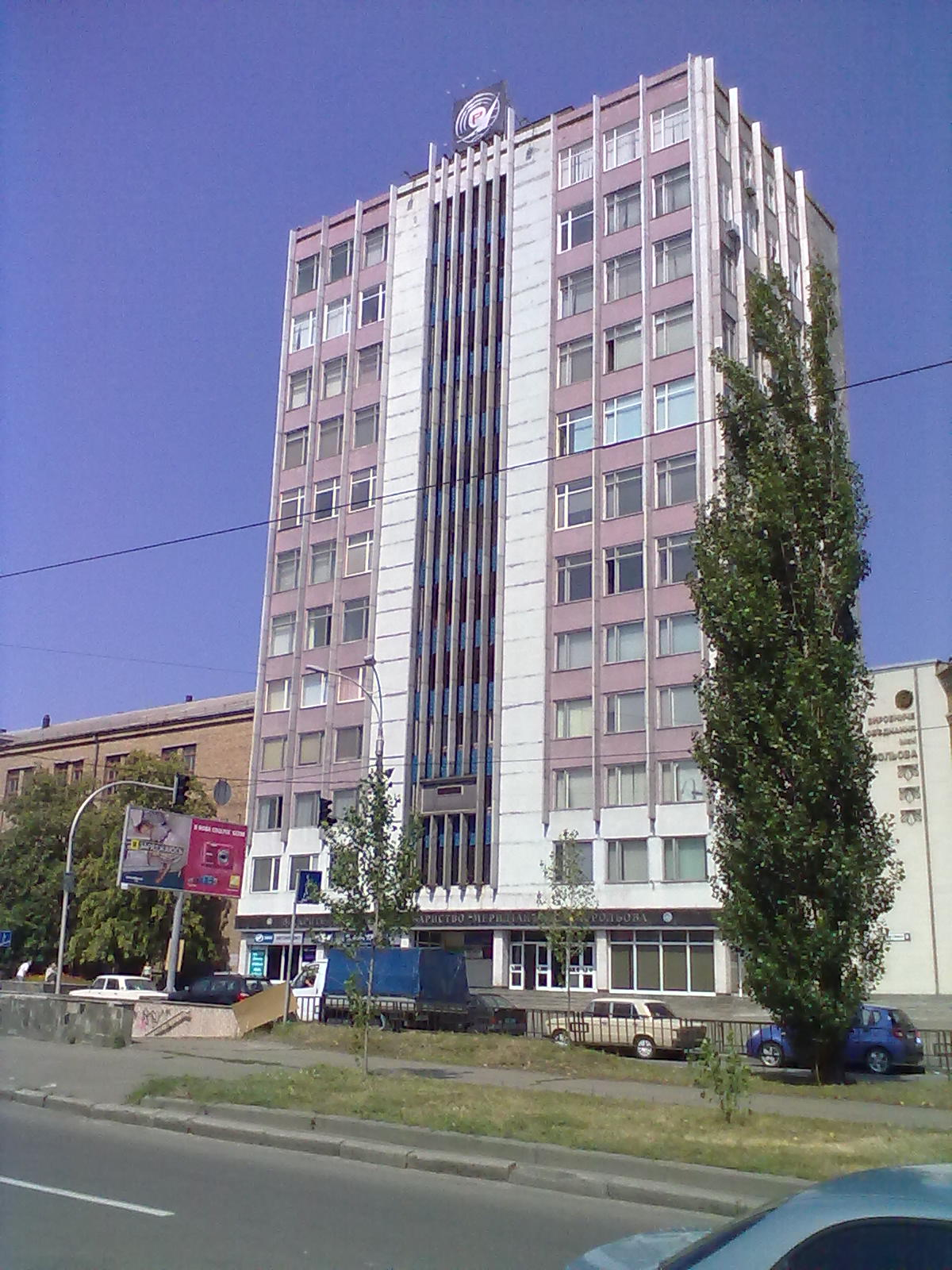
Прохідна до заводу ім. Корольова, бульв. Вацлава Гавела
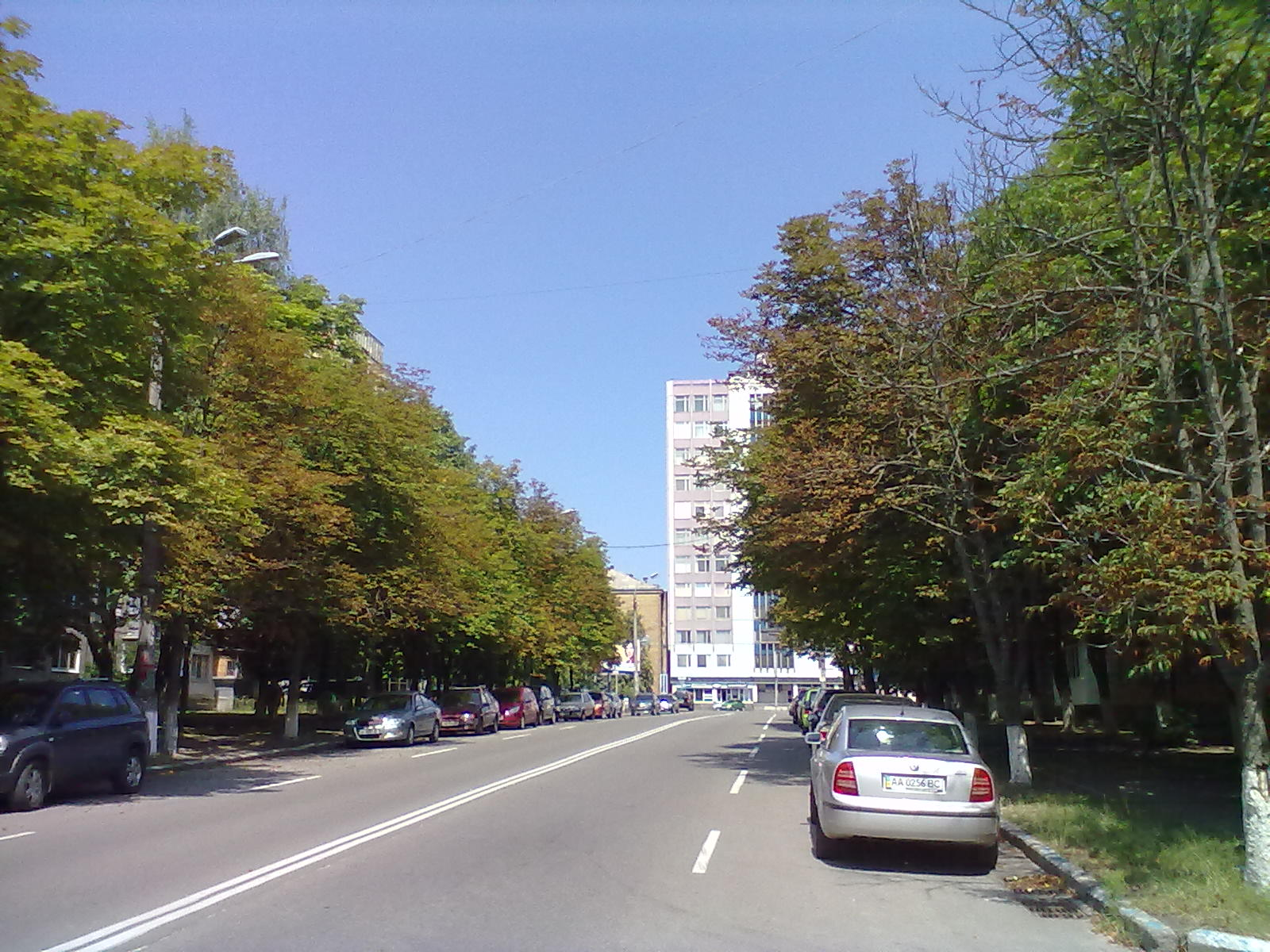
Вулиця Академіка Шалімова
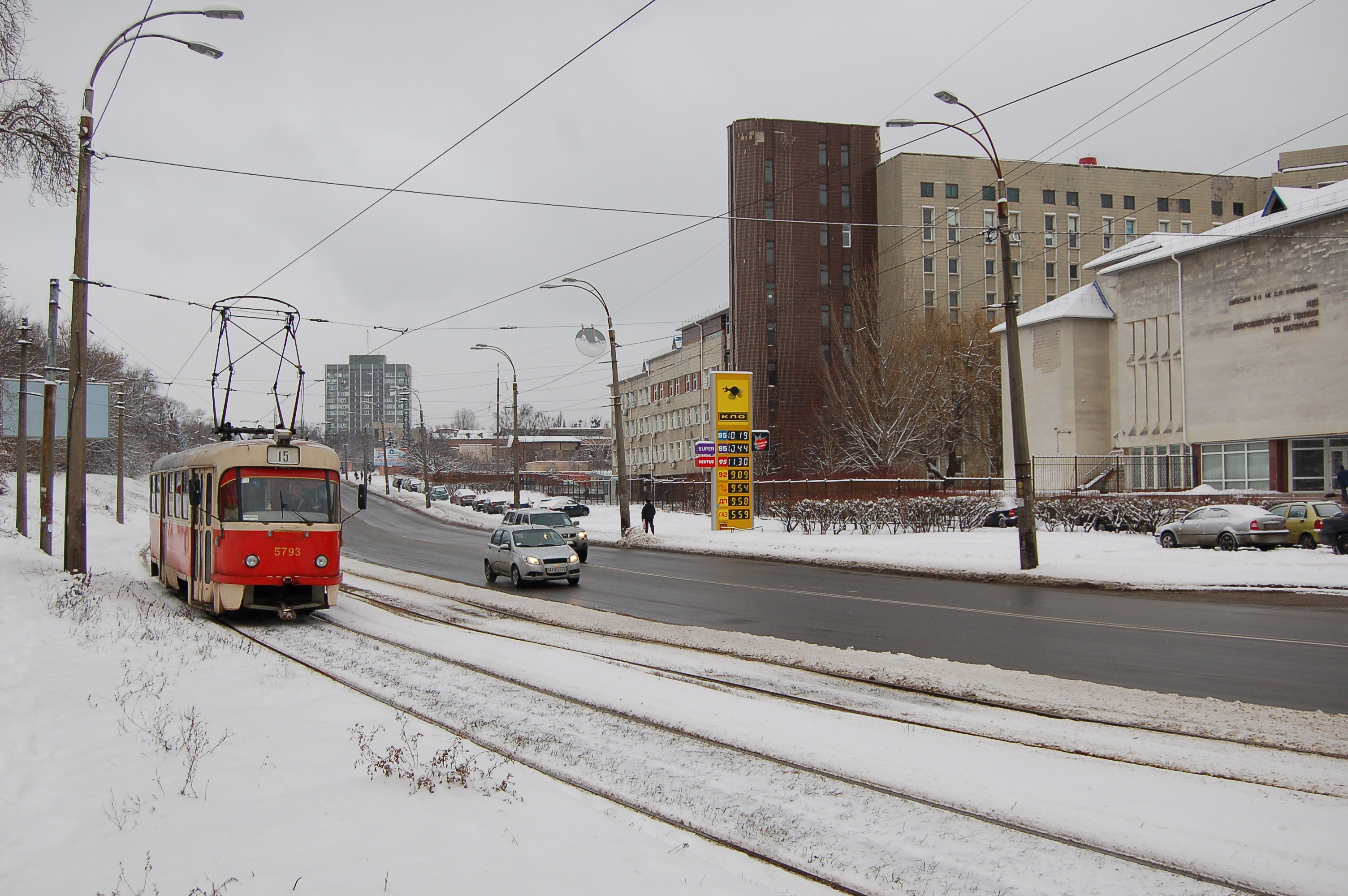
Вулиця М. Василенка
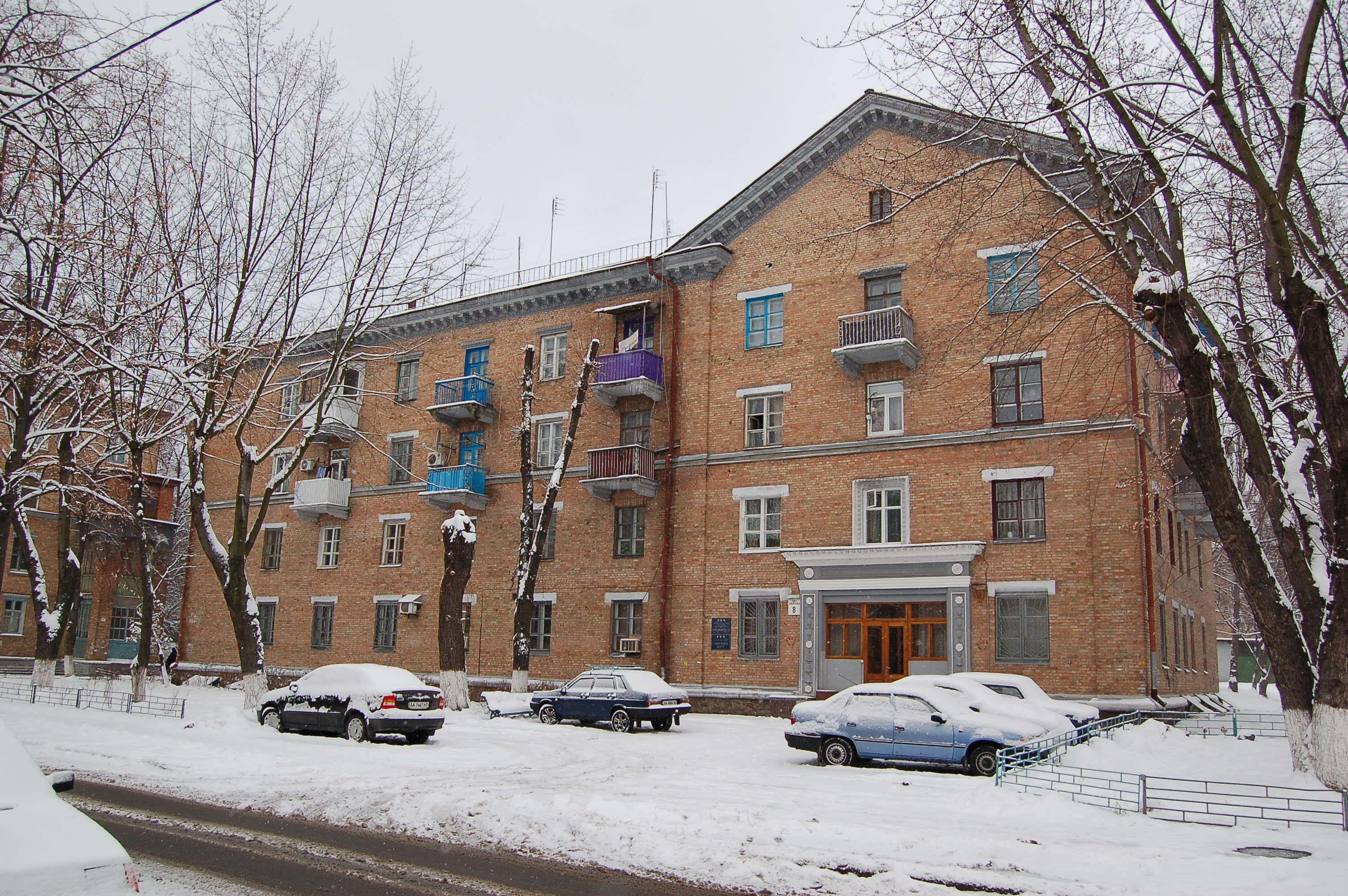
Вулиця Віталія Скакуна
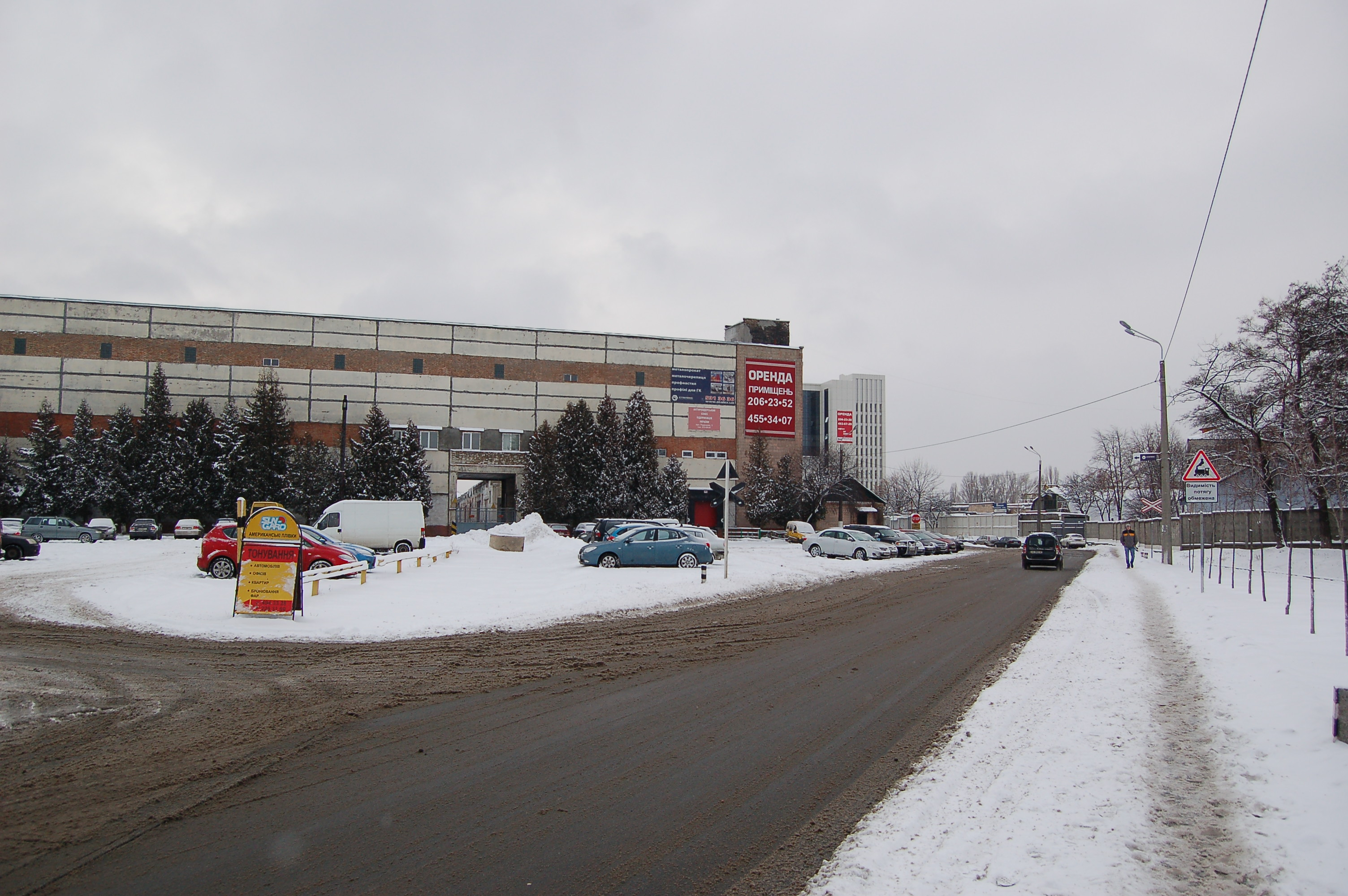
Вулиця Козелецька
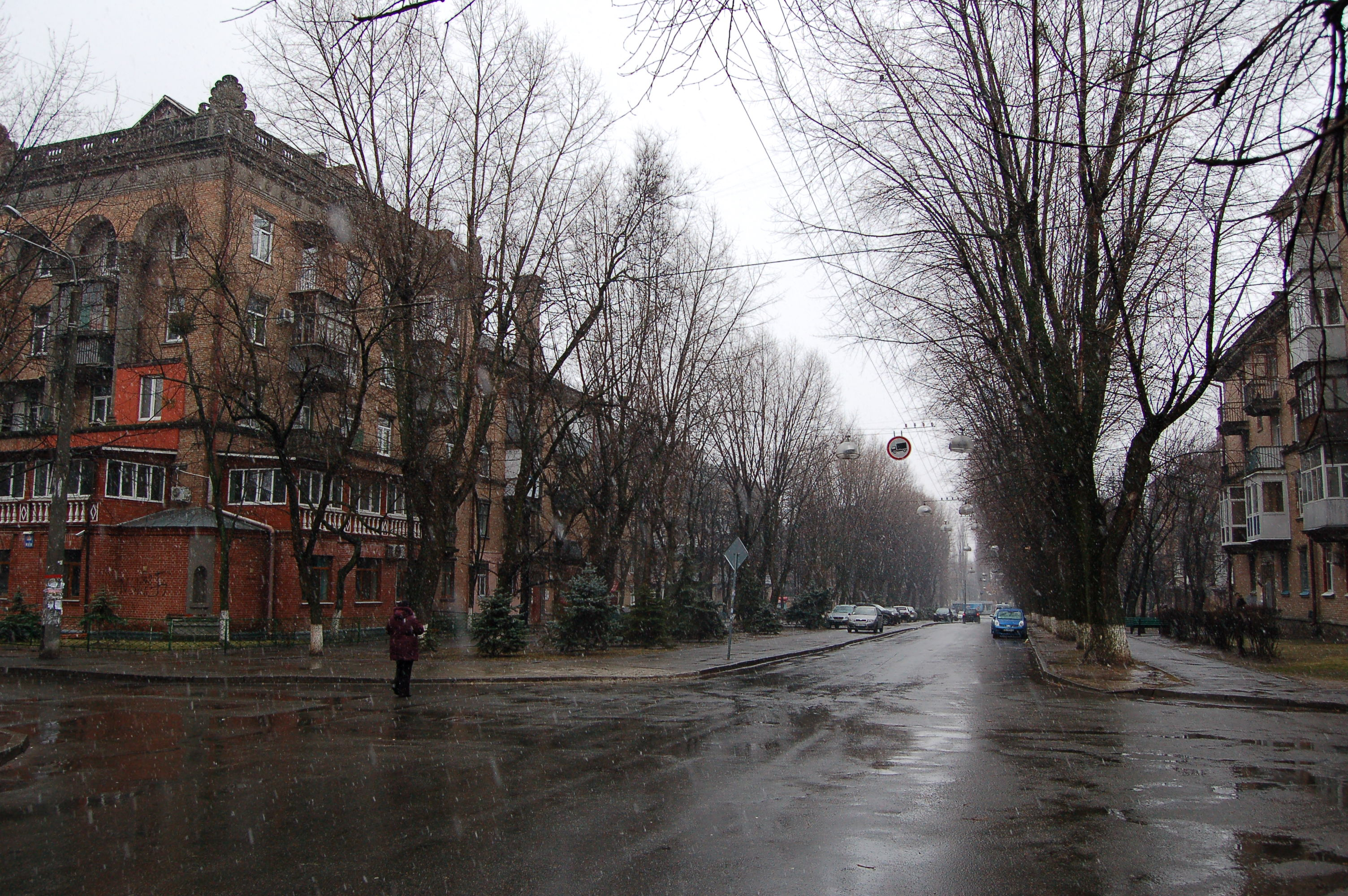
Вулиця Метробудівська
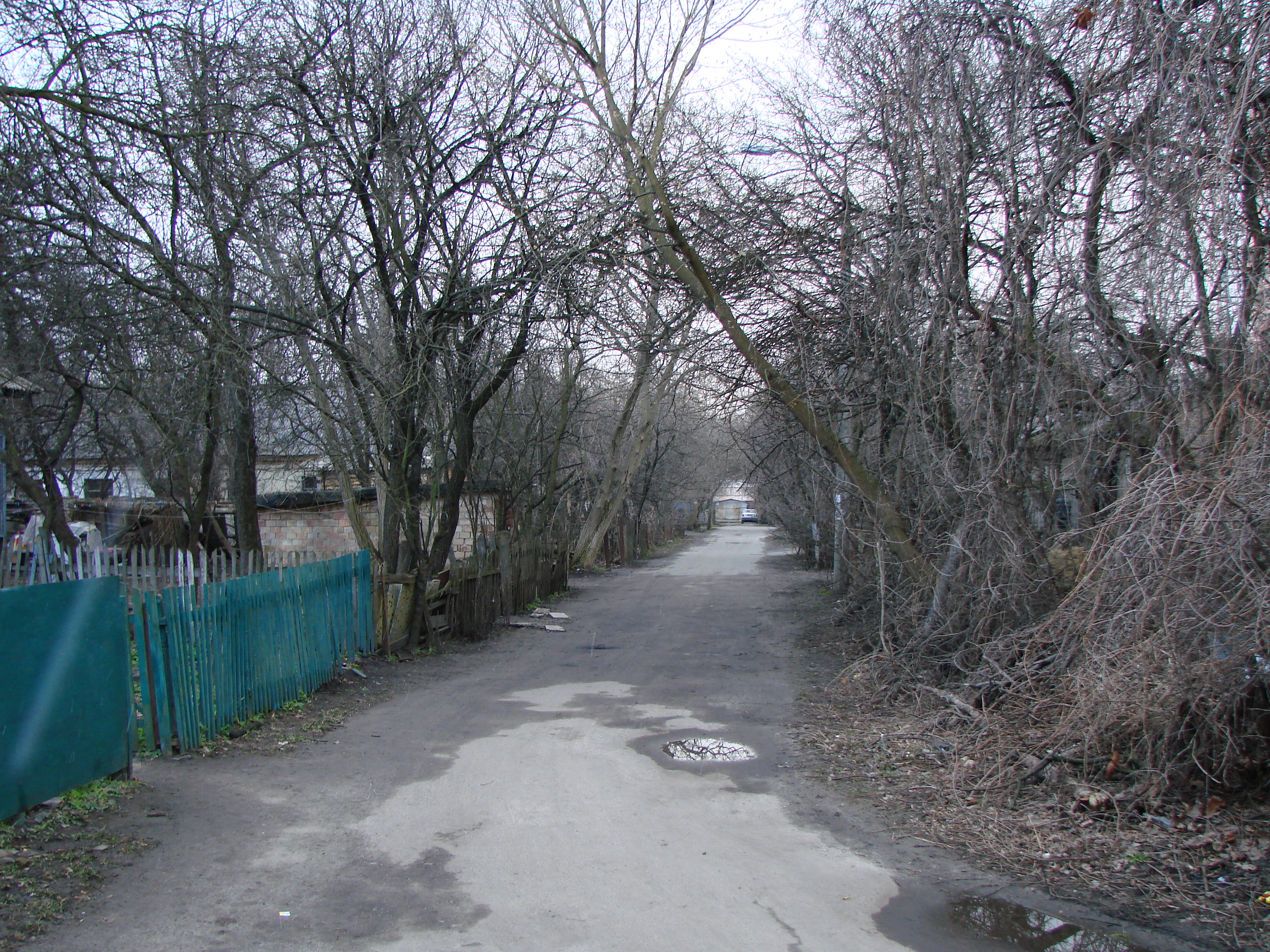
Вулиця Академіка Потебні
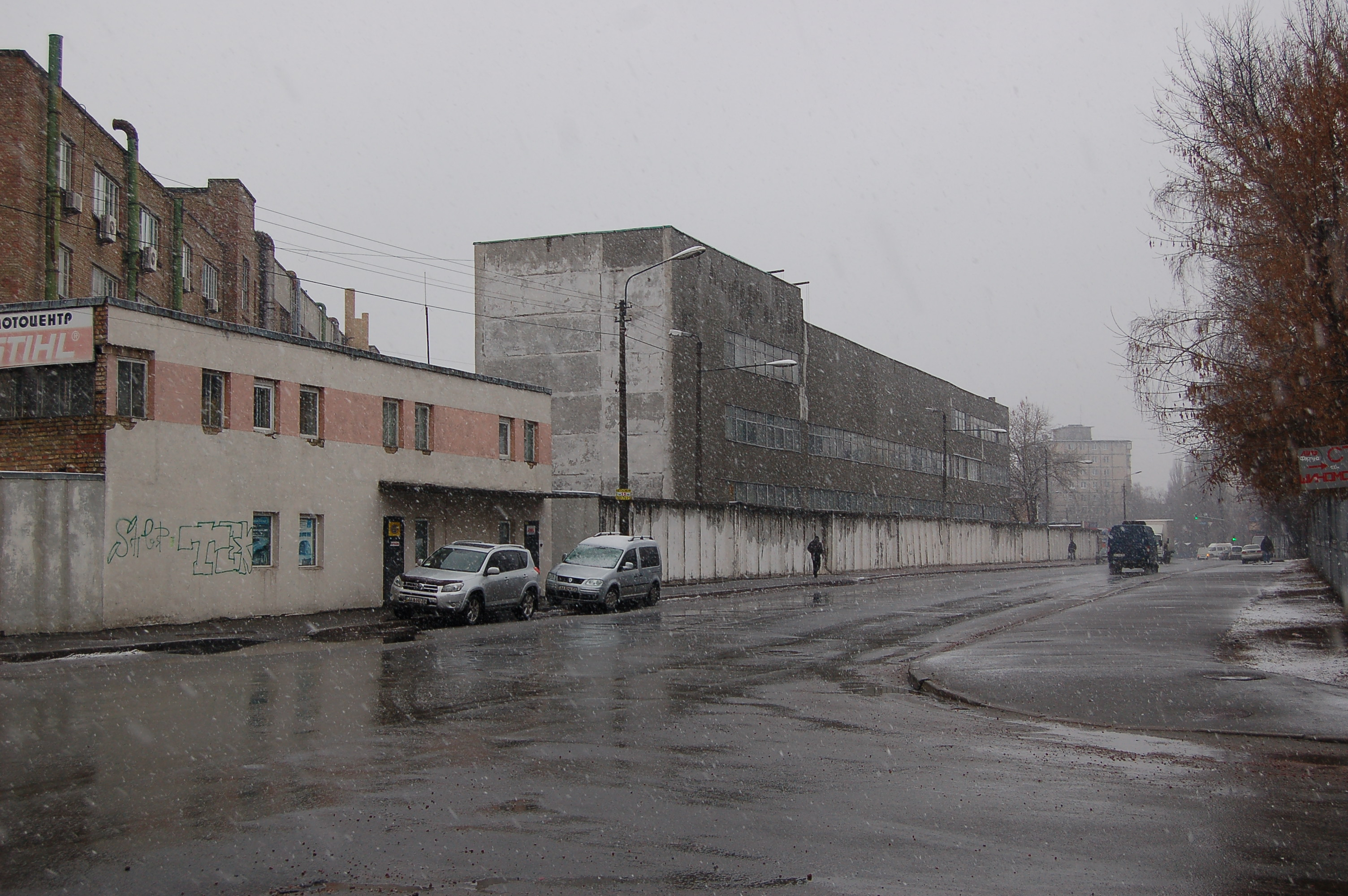
Вулиця Волноваська
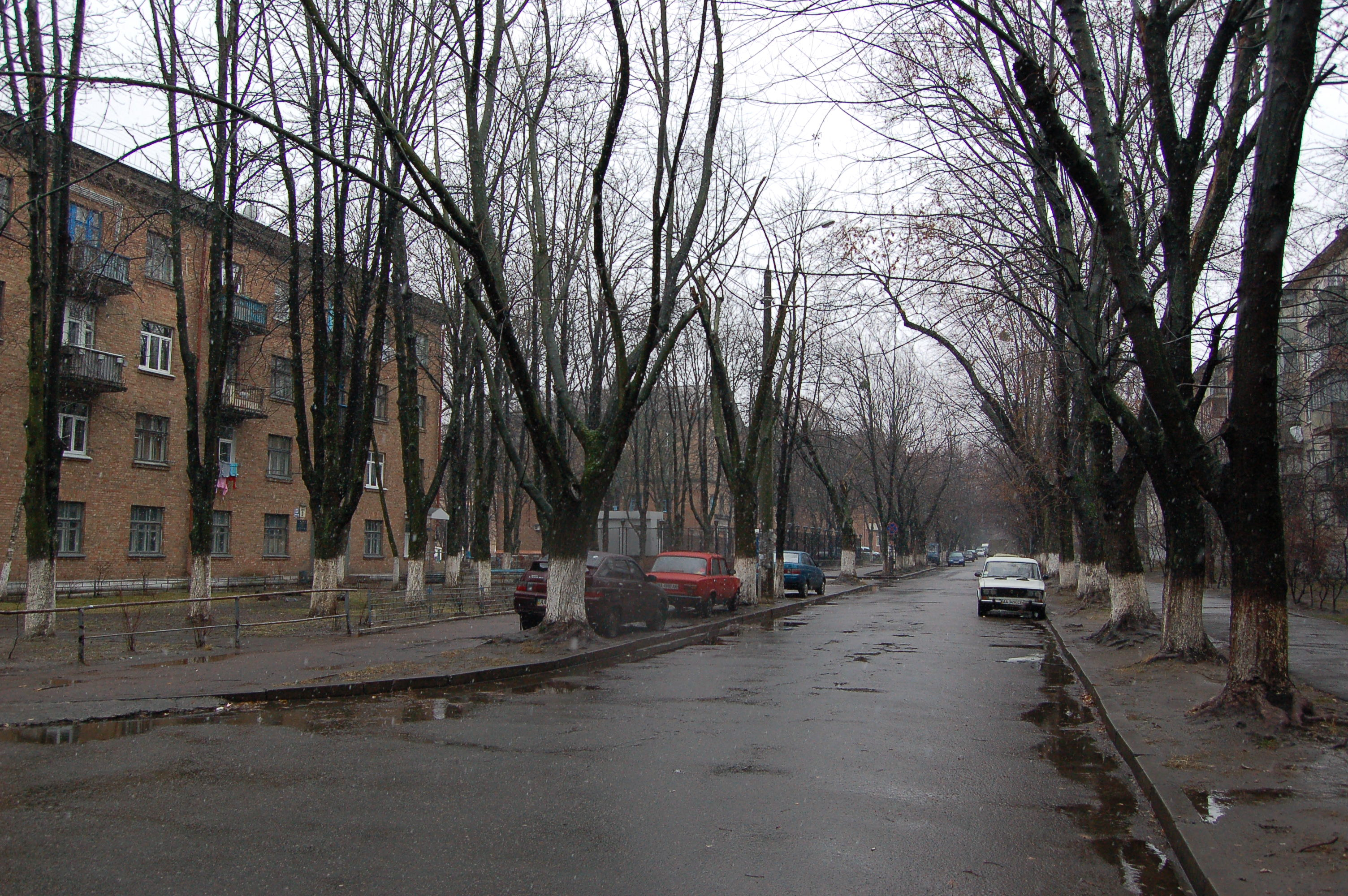
Вулиця Василя Чумака
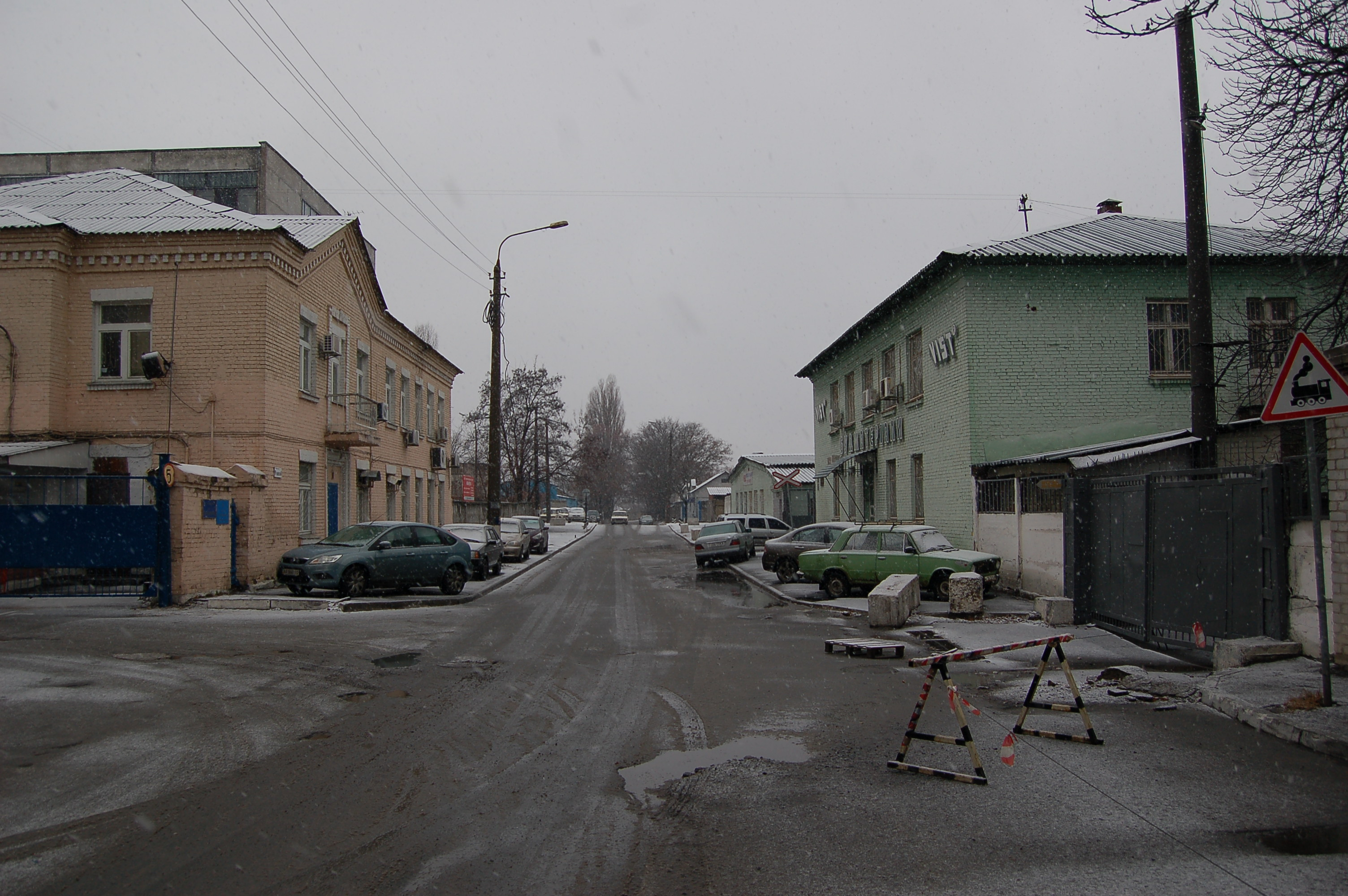
Провулок Юрія Матущака